# Bletok
Bletok is een bestuurslaag in het regentschap Situbondo van de provincie Oost-Java, Indonesië. Bletok telt 3082 inwoners (volkstelling 2010).